# Ménigoute
Ménigoute és un municipi francès situat al departament de Deux-Sèvres i a la regió de la Nova Aquitània. L'any 2007 tenia 875 habitants.

## Demografia

### Població
El 2007 la població de fet de Ménigoute era de 875 persones. Hi havia 352 famílies de les quals 100 eren unipersonals (40 homes vivint sols i 60 dones vivint soles), 148 parelles sense fills, 68 parelles amb fills i 36 famílies monoparentals amb fills.
La població ha evolucionat segons el següent gràfic:
Habitants censats

### Habitatges
El 2007 hi havia 439 habitatges, 368 eren l'habitatge principal de la família, 46 eren segones residències i 26 estaven desocupats. 423 eren cases i 13 eren apartaments. Dels 368 habitatges principals, 253 estaven ocupats pels seus propietaris, 104 estaven llogats i ocupats pels llogaters i 11 estaven cedits a títol gratuït; 3 tenien una cambra, 17 en tenien dues, 49 en tenien tres, 116 en tenien quatre i 183 en tenien cinc o més. 307 habitatges disposaven pel capbaix d'una plaça de pàrquing. A 184 habitatges hi havia un automòbil i a 146 n'hi havia dos o més.

### Piràmide de població
La piràmide de població per edats i sexe el 2009 era:
| Homes | Edats   | Dones |
| ----- | ------- | ----- |
| 4     | 95 o +  | 4     |
| 4     | 90 a 94 | 12    |
| 28    | 85 a 89 | 24    |
| 4     | 80 a 84 | 24    |
| 16    | 75 a 79 | 20    |
| 36    | 70 a 74 | 40    |
| 28    | 65 a 69 | 32    |
| 32    | 60 a 64 | 36    |
| 12    | 55 a 59 | 12    |
| 36    | 50 a 54 | 24    |
| 24    | 45 a 49 | 24    |
| 32    | 40 a 44 | 24    |
| 24    | 35 a 39 | 24    |
| 28    | 30 a 34 | 32    |
| 8     | 25 a 29 | 8     |
| 12    | 20 a 24 | 20    |
| 20    | 15 a 19 | 20    |
| 24    | 10 a 14 | 24    |
| 12    | 5 a 9   | 0     |
| 28    | 0 a 4   | 8     |

## Economia
El 2007 la població en edat de treballar era de 441 persones, 322 eren actives i 119 eren inactives. De les 322 persones actives 297 estaven ocupades (156 homes i 141 dones) i 25 estaven aturades (11 homes i 14 dones). De les 119 persones inactives 69 estaven jubilades, 20 estaven estudiant i 30 estaven classificades com a «altres inactius».

### Ingressos
El 2009 a Ménigoute hi havia 364 unitats fiscals que integraven 806 persones, la mediana anual d'ingressos fiscals per persona era de 14.993 €.

### Activitats econòmiques
Dels 52 establiments que hi havia el 2007, 3 eren d'empreses alimentàries, 2 d'empreses de fabricació d'altres productes industrials, 5 d'empreses de construcció, 8 d'empreses de comerç i reparació d'automòbils, 3 d'empreses de transport, 4 d'empreses d'hostatgeria i restauració, 1 d'una empresa d'informació i comunicació, 2 d'empreses financeres, 1 d'una empresa immobiliària, 9 d'empreses de serveis, 10 d'entitats de l'administració pública i 4 d'empreses classificades com a «altres activitats de serveis».
Dels 14 establiments de servei als particulars que hi havia el 2009, 1 era una oficina d'administració d'Hisenda pública, 1 gendarmeria, 1 oficina de correu, 1 una oficina bancària, 1 taller de reparació d'automòbils i de material agrícola, 1 guixaire pintor, 1 fusteria, 1 lampisteria, 1 electricista, 2 perruqueries, 2 restaurants i 1 saló de bellesa.
Dels 5 establiments comercials que hi havia el 2009, 1 era una botiga de menys de 120 m², 3 fleques i 1 una floristeria.
L'any 2000 a Ménigoute hi havia 23 explotacions agrícoles que ocupaven un total de 2.329 hectàrees.

## Equipaments sanitaris i escolars
L'únic equipament sanitari que hi havia el 2009 era una farmàcia.
El 2009 hi havia una escola elemental integrada dins d'un grup escolar amb les comunes properes formant una escola dispersa. Ménigoute disposava d'un col·legi d'educació secundària amb 192 alumnes.

## Poblacions més properes
El següent diagrama mostra les poblacions més properes.